# Videokassette

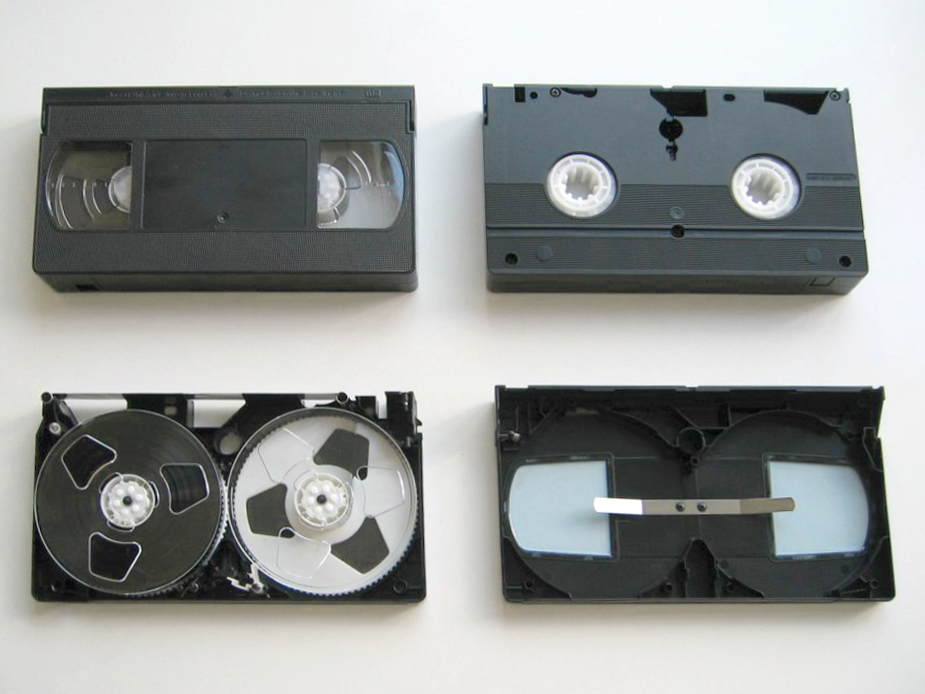
Video-Home-System-Kassette

Eine Videokassette besteht aus einer Plastikkassette aus Polystyrol, Acrylnitril-Butadien-Styrol und weiteren Kunststoffen, in der sich ein aufgerolltes magnetisierbar beschichtetes Kunststoffband (Magnetband oder Videoband) befindet. Die Videokassette wird als Datenträger für Filme eingesetzt.
Es existieren verschiedene Standards, Datenformate und Kassettengrößen zum Einsatz in diversen Geräten zur Aufnahme und Wiedergabe von Filmen, beispielsweise Videokassetten für Video Home System (VHS), Betamax und Video 2000 für analoge Video- und Tonsignale sowie digitale Videokassetten, beispielsweise Digital Video und dessen Ableger miniDV für Aufzeichnungen mittels Camcorder.
Durch das Aufkommen von Folgetechnologien zu Beginn des 21. Jahrhunderts hat die Bedeutung der Videokassette stark abgenommen. Hierzu gehören die beschreibbare DVD, Festplattenrekorder sowie beschreibbare BD-Rs.

## Bandformate
Das Videobandformat beschreibt die Art und Weise, in der ein Video auf eine Videokassette gespeichert wird.
Videobandformate lassen sich in analoge und digitale Bandformate einteilen.

## Lebensdauer von Videobändern
Videobänder haben wie alle Datenträger eine begrenzte Lebensdauer, die entscheidend von der richtigen Lagerung, jedoch auch von der Bandsorte abhängt. Bei trockener Lagerung bei normaler konstanter Raumtemperatur sind in seltenen Fällen bis zu 35 Jahre möglich. 20 Jahre werden fast immer erreicht. Bei der Alterung sind dabei folgende Effekte zu unterscheiden:
- die Fremdmagnetisierung durch Erdmagnetismus, magnetische Einflüsse am Lagerort oder das Durchmagnetisieren durch auf der Spule darunter- und darüberliegende Lagen des Bandes; diese Effekte führen zum „Verblassen“ der Aufnahme und zu einer Verschlechterung der Bildqualität; der Ton auf analogen Längsspuren kann Vor- und Nachechos aufweisen
- die physikalische Auflösung der Magnetbeschichtung des Bandes nach einer gewissen Zeit, die zu einem Schmieren des Bandes führt; ein solches Band verschmiert im Betrieb die Teile der Bandführung des Rekorders sowie die Videoköpfe und ist nicht mehr abspielbar; es kann zu einer Beschädigung der Maschine kommen, in jedem Fall zu einem Reinigungsbedarf aller Bandführungsteile; Spezialfirmen haben sich auf die Sicherungen von Bandarchiven spezialisiert und machen betroffene Bänder mit großem technischen Aufwand abspielbar
- das sogenannte „Sticky Shed Syndrome“, wörtlich etwa „klebriges Häuten“, kann bereits nach kurzer Lager- oder Nutzungsdauer der Bänder eintreten und verklebt aufgrund von fehlerhaftem Binder, der eigentlich Magnetpartikel und Träger sicher verbinden soll, und eine entstehende Hydrolyse-Reaktion die gesamten Bandwickel

## Galerie

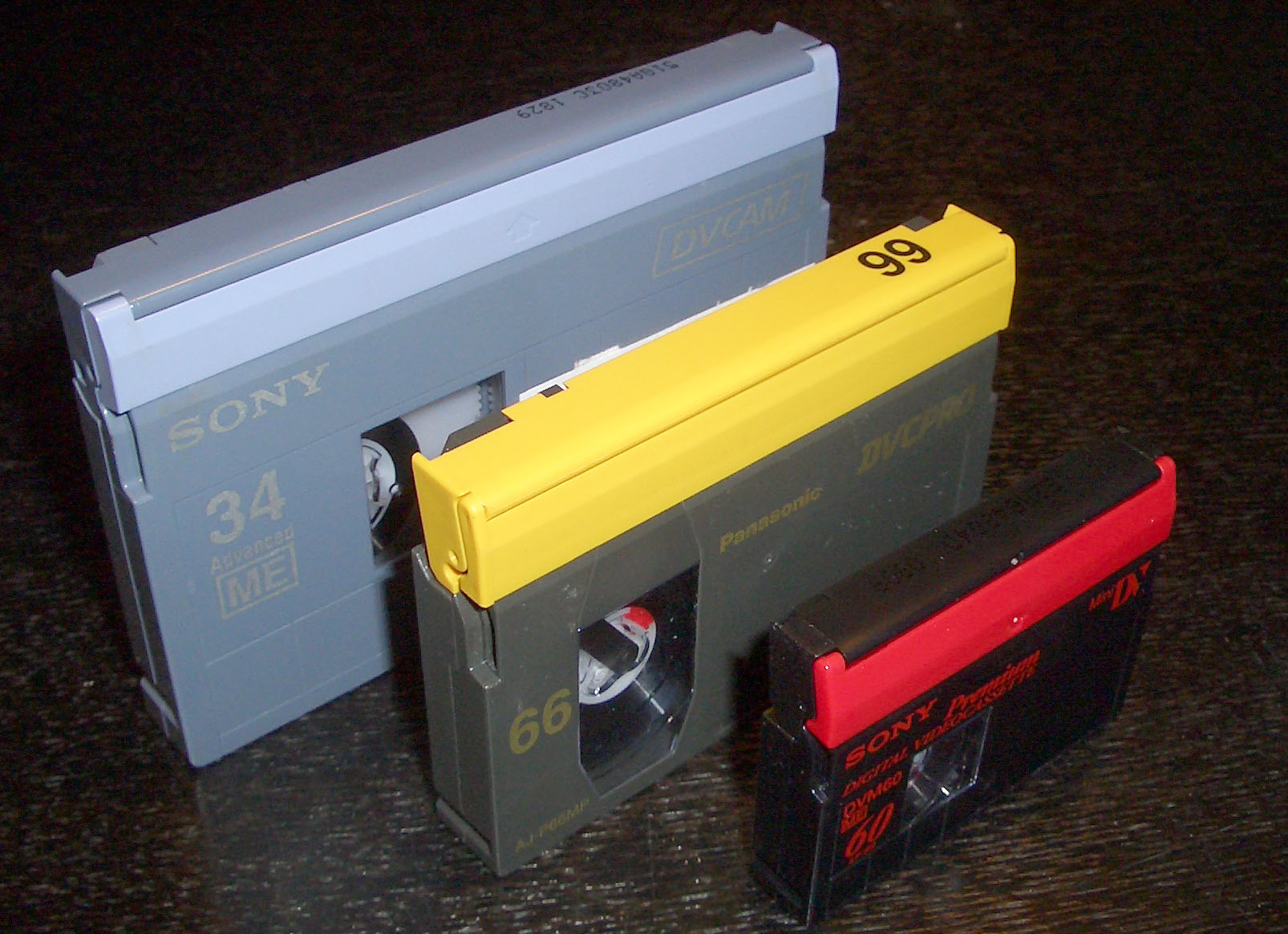
DVCAM, DVCPro und MiniDV
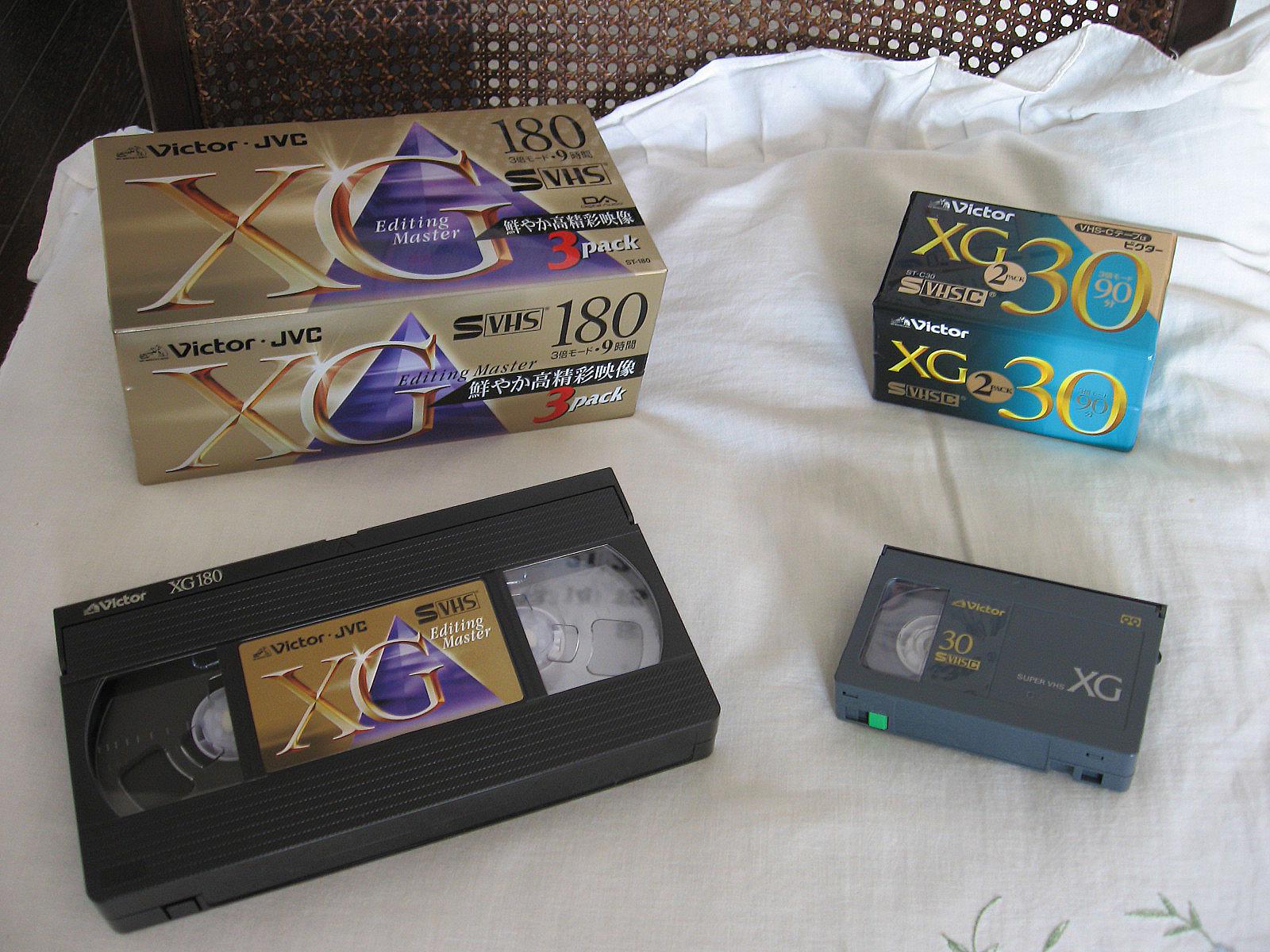
VHS- und VHS-C-Kassetten
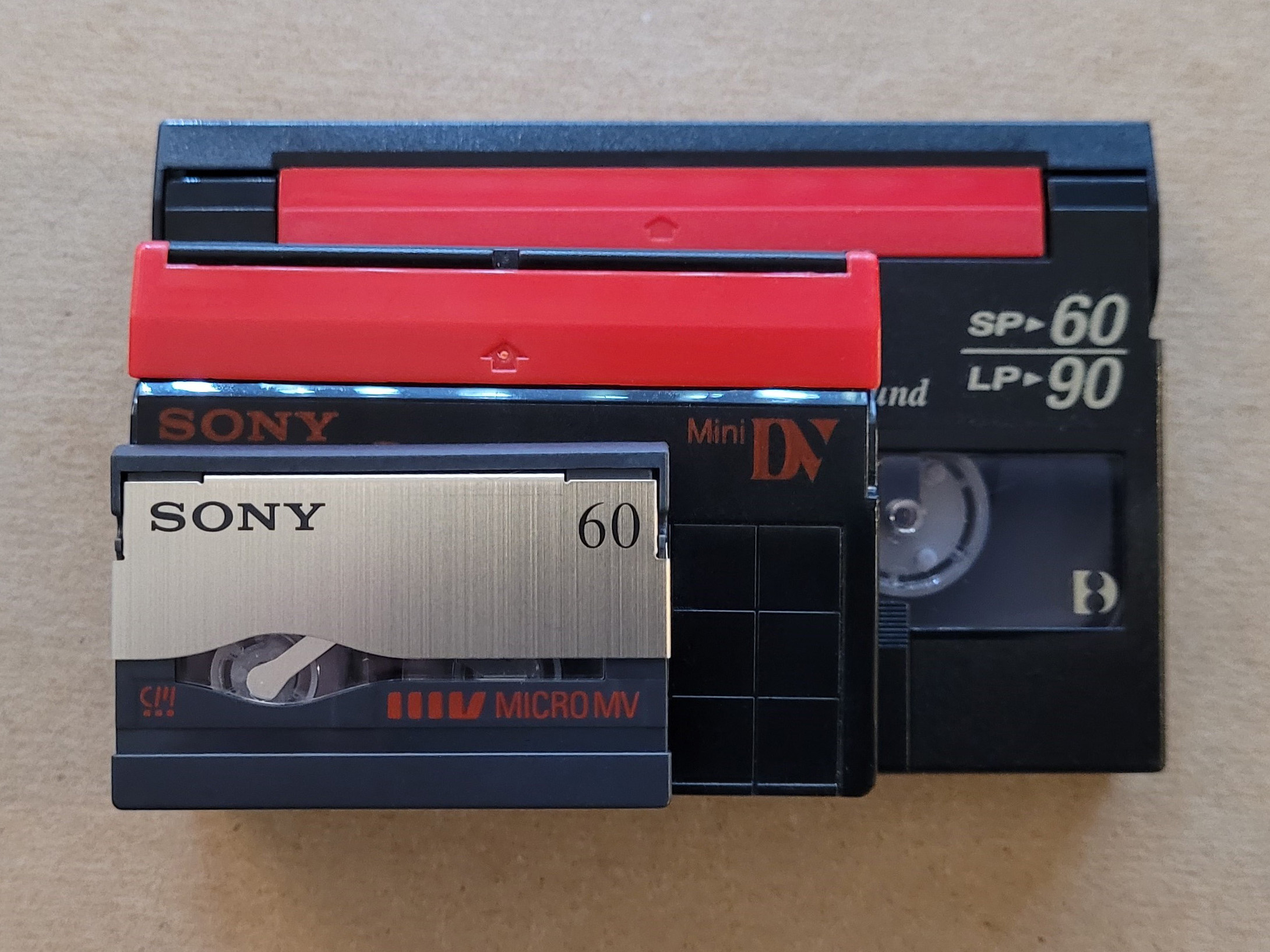
MicroMV, MiniDV und Digital8
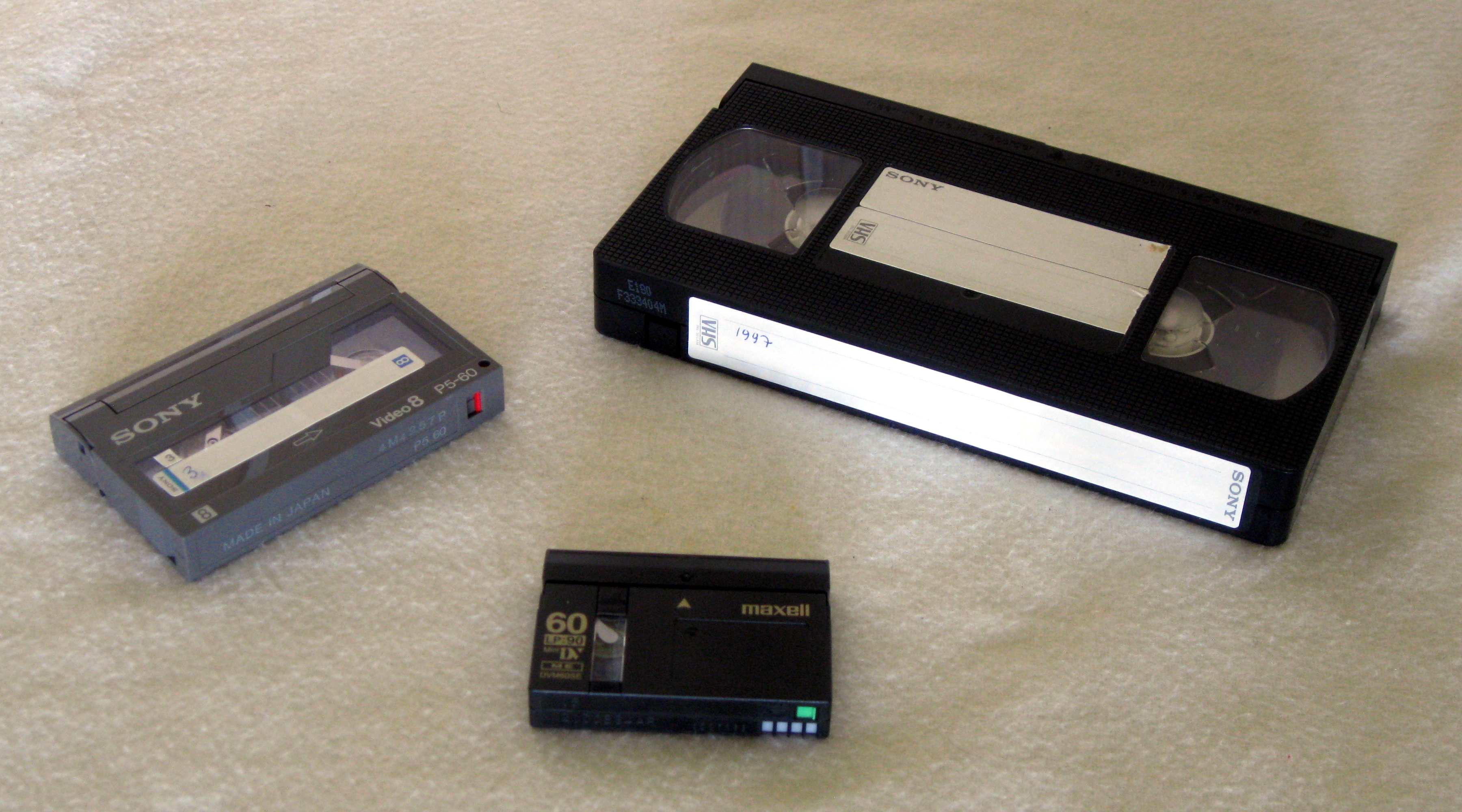
Video 8, VHS and MiniDV